# Vell Món

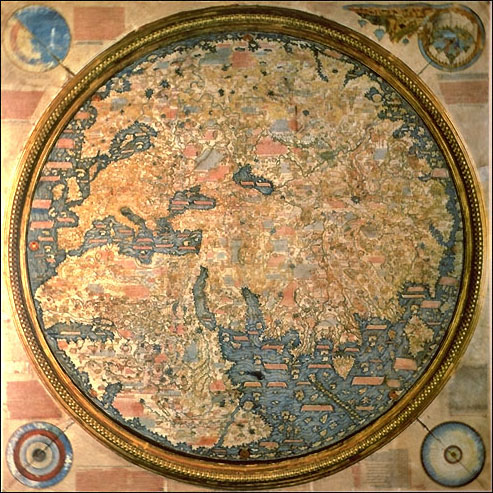
Mapa de Fra Mauro, del Vell Món, 1459

El Vell Món comprèn totes les parts del món conegudes pels europeus abans de la colonització d'Amèrica; és a dir, Europa, Àsia i Àfrica (el supercontinent denominat Eurafràsia), i les illes properes. El terme s'utilitza en contraposició al Nou Món que es refereix a Amèrica. Encara que moltes regions d'Àsia i Àfrica no eren conegudes pels europeus d'aleshores, eren adjacents als territoris coneguts o se sabia de la seva existència. Oceania i l'Antàrtida no són part del Vell Món ni del Nou Món, atès que aquests termes antecedeixen llur descobriment pels europeus, que seria el segle xviii i el segle xix respectivament.